# Улятуй
Уляту́й (рос. Улятуй) — село у складі Олов'яннинського району Забайкальського краю, Росія. Адміністративний центр Улятуйського сільського поселення.

## Населення
Населення — 795 осіб (2010; 1009 у 2002).
Національний склад (станом на 2002 рік):
- росіяни — 98 %